# Парамонов, Владимир Васильевич
Влади́мир Васи́льевич Парамо́нов (12 ноября 1945, Улан-Удэ, Бурят-Монгольская АССР, СССР — 1 февраля 2001, Воткинск, Удмуртская Республика, Россия) — русский поэт, переводчик с удмуртского языка. Член Союза писателей СССР (1983), России и Удмуртии. Руководитель городского литературного объединения Воткинска (1986—1991).

## Биография
Владимир Парамонов родился в 1945 году в Улан-Удэ в семье рабочих переселенцев из Воткинска; в 1950 году семья вернулась в Удмуртию. В 1962 году работал на военном заводе в городе Красноярск-26 (ныне город Железногорск Красноярского края), а с 1963 по 1967 годы проходил срочную службу на Тихоокеанском флоте. После демобилизации вернулся в Воткинск, где по 1990 год работал на заводе радиотехнологического оснащения.
В 1978 году заочно окончил факультет языка и литературы Глазовского педагогического института.
В 1983 году Парамонов был принят в Союз писателей СССР; в 1986 — возглавил городское ЛИТО Воткинска, которым руководил на протяжении пяти лет.
В 1997 году Владимир Васильевич перенёс инфаркт миокарда. В последние месяцы своей жизни был частым гостем Музея истории и культуры Воткинска, где, в частности, в ноябре 2000 года прошёл поэтический вечер к 55-летию поэта. 
1 февраля 2001 года скончался от очередного инфаркта.

## Творчество
В начале 60-х Владимир Парамонов начал посещать занятия воткинского литературного объединения при газете «Ленинский путь». Именно тогда состоялись первые публикации его стихов на страницах этого издания, а чуть позднее, в годы его пребывания в Сибири и на Дальнем Востоке, — в газетах «Красноярский рабочий», «Боевая вахта», «Тихоокеанская вахта», «Камчатский комсомолец».
Первая книга стихов Парамонова — «Беспокойство» — была издана в 1978 году в издательстве «Удмуртия». Позднее увидели свет его авторские издания «Прямая» (1982), «До востребования» (1988) и «Невольники свободы» (1995, издана к 50-летнему юбилею поэта); кроме того, он неоднократно публиковался в различных поэтических сборниках, а также на страницах журналов «Север», «Урал», «Юность», «Молот» и др.
В 1990 году в свет вышла книга стихов Гая Сабитова на русском языке «Счастье», большинство переводов с удмуртского в которой были выполнены Владимиром Парамоновым. С 1992 по 2000 годы он являлся постоянным автором журнала Союза писателей Удмуртии «Луч».
Пятая книга Парамонова — «Переходный возраст» — была собрана автором незадолго до его смерти, однако была издана лишь в 2016 году при содействии коллег и сына Константина. В неё вошли стихотворения, написанные поэтом на рубеже XX и XXI веков.